# توكوفيرول
توكوفلرول فيتامين (هـ) ( بالإنكليزية: Vitamin E) هو مصطلح عام لتوكوبهيرولس وتوكوتريينولس.  فيتامين (هـ) هي عائلة -α-، β-، γ وتوكوفيرولز -δ والمناظر أربع توكوتريينولس. فيتامين (هـ) هي مضادة لتأكسد الدهون ( أي تمنع مهاجمة  الجذور الكيميائية من أكسدة الروابط الثنائية التي توجد في بعض أنواع الجزيئات الدهنية). من هذه، α-توكوفيرول (كما كتب أيضا ألفا توكوفيرول) قد درست غالبا كما يكون لديها أعلى توافر بيولوجي.
يوجد فيتامين هـ في زيت القمح، وزيت دوار الشمس، وزيت الزيتون وزيت الذرة . احتياج الإنسان منه يبلغ نحو 200 مليغرام في اليوم.
نظرا لذوبانه في الدهون فهو يختزن في الجسم في الأنسجة الدهنية وفي بلازما الدم.
يحافظ على سلامة جدران الخلايا وسلامة الأوعية الدموية حيث يعد من مضادات الأكسدة.
أعراض قلة فيتامين هـ في جسم الإنسان هي :
- قلة التركيز
- أعراض جلدية (بشرة جافة)
- التعب
- تكلس الأوعية الدموية